# اوسئوسان
اوسئوسان (به لاتین: Oseosan) یک کوه در کره جنوبی است که در Chungcheongnam-do, South Korea واقع شده‌است. اوسئوسان ۷۹۱ متر بالاتر از سطح دریا واقع شده‌است.